# Eliot Matazo
Eliot Matazo (Woluwe-Saint-Lambert, 15 de febrero de 2002) es un futbolista belga. Juega de centrocampista y su equipo es el Hull City A. F. C. de la EFL Championship de Inglaterra.

## Trayectoria
Matazo entró a las inferiores del A. S. Monaco en 2018, y debutó en el primer equipo el 27 de septiembre de 2020 ante el R. C. Estrasburgo en la Ligue 1. Disputó un total de 77 partidos, en los que anotó un par de goles, y en febrero de 2024 fue prestado al Royal Antwerp F. C. Un año después abandonó definitivamente la entidad monegasca tras ser traspasado al Hull City A. F. C.

## Selección nacional
Matazo nació en Bélgica, de padre congolés y madre keniata. Es internacional juvenil por Bélgica.

## Estadísticas
Actualizado al último partido disputado el 25 de febrero de 2025.
| Club                          | Div.          | Temporada     | Liga  | Liga  | Copas nacionales | Copas nacionales | Copas internacionales | Copas internacionales | Total | Total |
| Club                          | Div.          | Temporada     | Part. | Goles | Part.            | Goles            | Part.                 | Goles                 | Part. | Goles |
| ----------------------------- | ------------- | ------------- | ----- | ----- | ---------------- | ---------------- | --------------------- | --------------------- | ----- | ----- |
| A. S. Monaco II Francia       | 4.ª           | 2019-20       | 14    | 0     | —                | —                | —                     | —                     | 14    | 0     |
| A. S. Monaco II Francia       | Total club    | Total club    | 14    | 0     | 0                | 0                | 0                     | 0                     | 14    | 0     |
| A. S. Monaco Francia          | 1.ª           | 2020-21       | 10    | 1     | 4                | 0                | —                     | —                     | 14    | 1     |
| A. S. Monaco Francia          | 1.ª           | 2021-22       | 18    | 0     | 4                | 0                | 6                     | 0                     | 28    | 0     |
| A. S. Monaco Francia          | 1.ª           | 2022-23       | 23    | 1     | 1                | 0                | 5                     | 0                     | 29    | 1     |
| A. S. Monaco Francia          | 1.ª           | 2023-24       | 6     | 0     | 0                | 0                | —                     | —                     | 6     | 0     |
| Royal Antwerp F. C. · Bélgica | 1.ª           | 2023-24       | 10    | 1     | 2                | 0                | —                     | —                     | 12    | 1     |
| Royal Antwerp F. C. · Bélgica | Total club    | Total club    | 10    | 1     | 2                | 0                | 0                     | 0                     | 12    | 1     |
| A. S. Monaco Francia          | 1.ª           | 2024-25       | 3     | 0     | 1                | 0                | 3                     | 0                     | 7     | 0     |
| A. S. Monaco Francia          | Total club    | Total club    | 60    | 2     | 10               | 0                | 14                    | 0                     | 84    | 2     |
| Hull City A. F. C. Inglaterra | 2.ª           | 2024-25       | 6     | 1     | —                | —                | —                     | —                     | 6     | 1     |
| Hull City A. F. C. Inglaterra | Total club    | Total club    | 6     | 1     | 0                | 0                | 0                     | 0                     | 6     | 1     |
| Total carrera                 | Total carrera | Total carrera | 90    | 4     | 12               | 0                | 14                    | 0                     | 116   | 4     |